# Nogona Bakayoko
Nogona Céline Josée Bakayoko (ur. 28 września 1992) – iworyjska zapaśniczka walcząca w stylu wolnym. Zajęła dwudzieste miejsce na mistrzostwach świata w 2022 roku.
Wicemistrzyni igrzysk afrykańskich w 2023 i piąta w 2019. Srebrna medalistka mistrzostw Afryki w 2022, 2023 i 2025; brązowa w 2024 roku.